# Aldridgeïta
L'aldridgeïta és un mineral de la classe dels sulfats que pertany al grup de la devil·lina. És isoestructural i l'anàleg de cadmi de la serpierita.

## Característiques
L'aldridgeïta és un mineral de fórmula química Cd(Cu,Zn)₄(SO₄)₂(OH)₆(H₂O)₃. Cristal·litza en el sistema monoclínic. La seva duresa a l'escala de Mohs és 3.

## Formació i jaciments
Es troba en cavitats en roques formades per quars, granat i smithsonita.